# Risikosætning
Risikosætninger (kort form R-sætninger) er defineret i Annex III af Den Europæiske Unions Direktiv 67/548/EØF: Arten af de særlige risici, der er forbundet med de farlige stoffer. Listen blev konsolideret og genudgivet i Direktiv 2001/59/EF, hvor man også kan finde oversættelser til andre EU-sprog.
Disse risikosætninger anvendes ikke blot i Europa, men også internationalt, og der arbejdes på en komplet international harmonisering. (Bemærk: Manglende R-sætninger indikerer sætninger der er blevet slettet eller erstattet med en anden.)

## R-sætninger
- R1: Eksplosiv i tør tilstand
- R2: Eksplosionsfarlig ved stød, gnidning, ild eller andre antændelseskilder
- R3: Meget eksplosionsfarlig ved stød, gnidning, ild eller andre antændelseskilder
- R4: Danner meget følsomme eksplosive metalforbindelser
- R5: Eksplosionsfarlig ved opvarmning
- R6: Eksplosiv ved og uden kontakt med luft
- R7: Kan forårsage brand
- R8: Brandfarlig ved kontakt med brandbare stoffer
- R9: Eksplosionsfarlig ved blanding med brandbare stoffer
- R10: Brandfarlig
- R11: Meget brandfarlig
- R12: Yderst brandfarlig
- R14: Reagerer voldsomt med vand
- R15: Reagerer med vand under dannelse af yderst brandfarlige gasser
- R16: Eksplosionsfarlig ved blanding med oxiderende stoffer
- R17: Selvantændelig i luft
- R18: Ved brug kan brandbare dampe/eksplosive damp- luftblandinger dannes
- R19: Kan danne eksplosive peroxider
- R20: Farlig ved indånding
- R21: Farlig ved hudkontakt
- R22: Farlig ved indtagelse
- R23: Giftig ved indånding
- R24: Giftig ved hudkontakt
- R25: Giftig ved indtagelse
- R26: Meget giftig ved indånding
- R27: Meget giftig ved hudkontakt
- R28: Meget giftig ved indtagelse
- R29: Udvikler giftig gas ved kontakt med vand
- R30: Kan blive meget brandfarlig under brug
- R31: Udvikler giftig gas ved kontakt med syre
- R32: Udvikler meget giftig gas ved kontakt med syre
- R33: Kan ophobes i kroppen efter gentagen brug
- R34: Ætsningsfare
- R35: Alvorlig ætsningsfare
- R36: Irriterer øjnene
- R37: Irriterer åndedrætsorganerne
- R38: Irriterer huden
- R39: Fare for varig alvorlig skade på helbred
- R40: Mulighed for kræftfremkaldende effekt
- R41: Risiko for alvorlig øjenskade
- R42: Kan give overfølsomhed ved indånding
- R43: Kan give overfølsomhed ved kontakt med huden
- R44: Eksplosionsfarlig ved opvarmning under indeslutning
- R45: Kan fremkalde kræft
- R46: Kan forårsage arvelige genetiske skader
- R48: Alvorlig sundhedsfare ved længere tids påvirkning
- R49: Kan fremkalde kræft ved indånding
- R50: Meget giftig for organismer, der lever i vand
- R51: Giftig for organismer, der lever i vand
- R52: Skadelig for organismer, der lever i vand
- R53: Kan forårsage uønskede langtidsvirkninger i vandmiljøet
- R54: Giftig for planter
- R55: Giftig for dyr
- R56: Giftig for organismer i jordbunden
- R57: Giftig for bier
- R58: Kan forårsage uønskede langtidsvirkninger i miljøet
- R59: Farlig for ozonlaget
- R60: Kan skade forplantningsevnen
- R61: Kan skade barnet under graviditeten
- R62: Mulighed for skade på forplantningsevnen
- R63: Mulighed for skade på barnet under graviditeten
- R64: Kan skade børn i ammeperioden
- R65: Farlig: kan give lungeskade ved indtagelse
- R66: Gentagen udsættelse kan give tør eller revnet hud
- R67: Dampe kan give sløvhed og svimmelhed
- R68: Mulighed for varig skade på helbred

- R14/15: Reagerer voldsomt med vand under dannelse af yderst brandfarlige gasser
- R15/29: Reagerer med vand under dannelse af giftige og yderst brandfarlige gasser
- R20/21: Farlig ved indånding og ved hudkontakt
- R20/22: Farlig ved indånding og ved indtagelse
- R20/21/22: Farlig ved indånding, ved hudkontakt og ved indtagelse
- R21/22: Farlig ved hudkontakt og ved indtagelse
- R23/24: Giftig ved indånding og ved hudkontakt
- R23/25: Giftig ved indånding og ved indtagelse
- R23/24/25: Giftig ved indånding, ved hudkontakt og ved indtagelse
- R24/25: Giftig ved hudkontakt og ved indtagelse
- R26/27: Meget giftig ved indånding og ved hudkontakt
- R26/28: Meget giftig ved indånding og ved indtagelse
- R26/27/28: Meget giftig ved indånding, ved hudkontakt og ved indtagelse
- R27/28: Meget giftig ved hudkontakt og ved indtagelse
- R36/37: Irriterer øjnene og åndedrætsorganerne
- R36/38: Irriterer øjnene og huden
- R36/37/38: Irriterer øjnene, åndedrætsorganerne og huden
- R37/38: Irriterer åndedrætsorganerne og huden
- R39/23: Giftig: fare for varig alvorlig skade på helbred ved indånding
- R39/24: Giftig: fare for varig alvorlig skade på helbred ved hudkontakt
- R39/25: Giftig: fare for varig alvorlig skade på helbred ved indtagelse
- R39/23/24: Giftig: fare for varig alvorlig skade på helbred ved indånding og hudkontakt
- R39/23/25: Giftig: fare for varig alvorlig skade på helbred ved indånding og indtagelse
- R39/24/25: Giftig: fare for varig alvorlig skade på helbred ved hudkontakt og indtagelse
- R39/23/24/25: Giftig: fare for varig alvorlig skade på helbred ved indånding, hudkontakt og indtagelse
- R39/26: Meget giftig: fare for varig alvorlig skade på helbred ved indånding
- R39/27: Meget giftig: fare for varig alvorlig skade på helbred ved hudkontakt
- R39/28: Meget giftig: fare for varig alvorlig skade på helbred ved indtagelse
- R39/26/27: Meget giftig: fare for varig alvorlig skade på helbred ved indånding og hudkontakt
- R39/26/28: Meget giftig: fare for varig alvorlig skade på helbred ved indånding og indtagelse
- R39/27/28: Meget giftig: fare for varig alvorlig skade på helbred ved hudkontakt og indtagelse
- R39/26/27/28: Meget giftig: fare for varig alvorlig skade på helbred ved indånding, hudkontakt og indtagelse
- R42/43: Kan give overfølsomhed ved indånding og ved kontakt med huden
- R48/20: Farlig: alvorlig sundhedsfare ved længere tids påvirkning ved indånding
- R48/21: Farlig: alvorlig sundhedsfare ved længere tids påvirkning ved hudkontakt
- R48/22: Farlig: alvorlig sundhedsfare ved længere tids påvirkning ved indtagelse
- R48/20/21: Farlig: alvorlig sundhedsfare ved længere tids påvirkning ved indånding og hudkontakt
- R48/20/22: Farlig: alvorlig sundhedsfare ved længere tids påvirkning ved indånding og indtagelse
- R48/21/22: Farlig: alvorlig sundhedsfare ved længere tids påvirkning ved hudkontakt og indtagelse
- R48/20/21/22: Farlig: alvorlig sundhedsfare ved længere tids påvirkning ved indånding, hudkontakt og indtagelse
- R48/23: Giftig: alvorlig sundhedsfare ved længere tids påvirkning ved indånding
- R48/24: Giftig: alvorlig sundhedsfare ved længere tids påvirkning ved hudkontakt
- R48/25: Giftig: alvorlig sundhedsfare ved længere tids påvirkning ved indtagelse
- R48/23/24: Giftig: alvorlig sundhedsfare ved længere tids påvirkning ved indånding og hudkontakt
- R48/23/25: Giftig: alvorlig sundhedsfare ved længere tids påvirkning ved indånding og indtagelse
- R48/24/25: Giftig: alvorlig sundhedsfare ved længere tids påvirkning ved hudkontakt og indtagelse
- R48/23/24/25: Giftig: alvorlig sundhedsfare ved længere tids påvirkning ved indånding, hudkontakt og indtagelse
- R50/53: "Meget giftig for organismer, der lever i vand; kan forårsage uønskede langtidsvirkninger i vandmiljøet"
- R51/53: "Giftig for organismer, der lever i vand; kan forårsage uønskede langtidsvirkninger vandmiljøet"
- R52/53: "Skadelig for organismer, der lever i vand; kan forårsage uønskede langtidsvirkninger i vandmiljøet"
- R68/20: Farlig: mulighed for varig skade på helbred ved indånding
- R68/21: Farlig: mulighed for varig skade på helbred ved hudkontakt
- R68/22: Farlig: mulighed for varig skade på helbred ved indtagelse
- R68/20/21: Farlig: mulighed for varig skade på helbred ved indånding og hudkontakt
- R68/20/22: Farlig: mulighed for varig skade på helbred ved indånding og indtagelse
- R68/21/22: Farlig: mulighed for varig skade på helbred ved hudkontakt og indtagelse
- R68/20/21/22: Farlig: mulighed for varig skade på helbred ved indånding, hudkontakt og indtagelse